# 駕駛俱樂部
《駕駛俱樂部》是一款由Evolution Studios開發并由索尼電腦娛樂於2014年10月在PlayStation 4上所發售的賽車遊戲。在2016年7月，索尼宣布将会为PlayStation VR开发VR版本的《驾驶俱乐部》，该作品将作为PSVR在日本和台港地区的首发游戏发售。
值得一提的是，本作是开发商Evolution Studios负责制作的最后一款电子游戏，公司在2016年3月被索尼电脑娱乐关闭。

## 外部連結
- DRIVECLUB 公式サイト （页面存档备份，存于）
- DRIVECLUB VR 紹介ページ （页面存档备份，存于）

（简体中文）